# Sendagaya

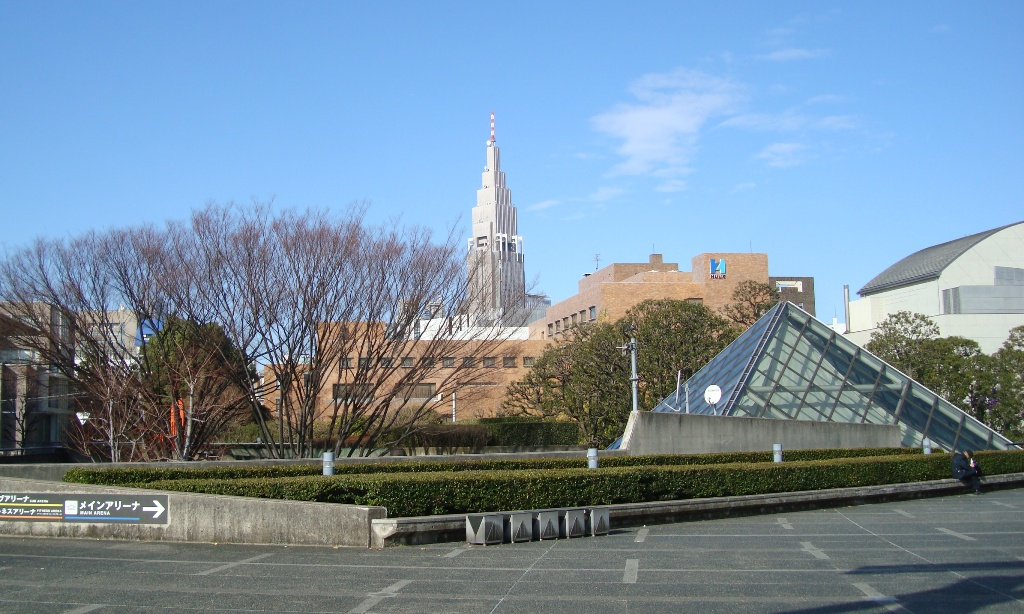
Blick vom Tōkyō Taiikukan nach Nordwesten auf das NTT Docomo Yoyogi Building.

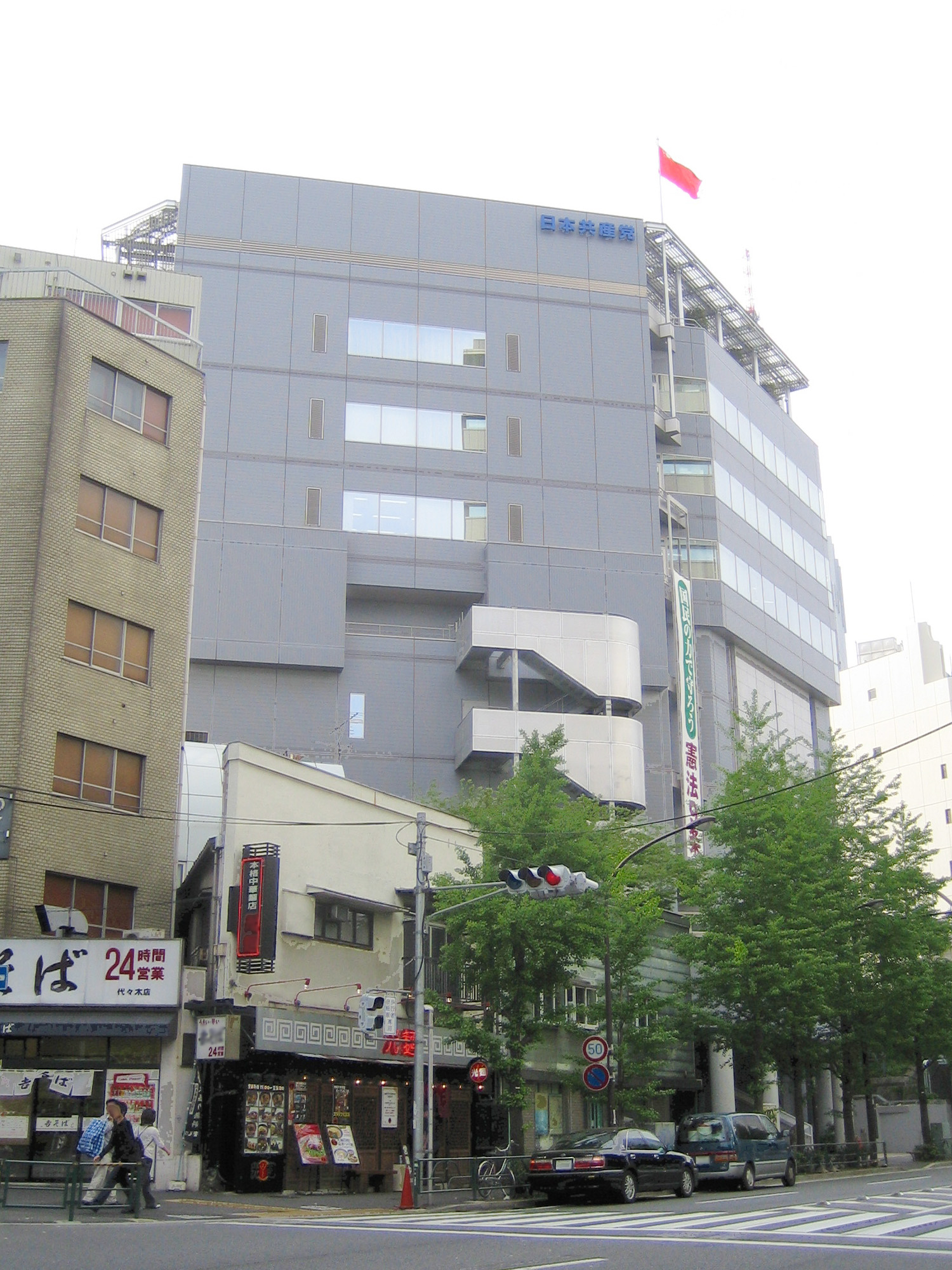
Sitz des Zentralkomitees der Kommunistischen Partei Japans.

Sendagaya (jap. 千駄ヶ谷) ist ein Stadtteil des Bezirks Shibuya im Osten der japanischen Präfektur Tokio. Er befindet sich westlich des Zentrums von Tokio nördlich von Shibuya und südlich von Shinjuku. Der überwiegend von Geschäfts- und Bürogebäuden geprägte, aber auch von Wohnbebauung durchzogene Stadtteil gliedert sich in sechs nummerierte Viertel, chōme, in denen nach der Volkszählung 2005 auf 1,16 km² 8.498 Einwohner lebten, die Tagesbevölkerung beträgt 43.578. Die Postleitzahl von Sendagaya ist 151-0051.

## Geographie
Direkt am Bahnhof Sendagaya an der Chūō-Linie liegt Sendagaya 1-chōme. Nördlich davon liegt größtenteils im Nachbarbezirk Shinjuku ein großer Park, der Shinjuku Gyoen. Direkt am Bahnhof befindet sich mit dem Tōkyō Taiikukan eine Wettkampfstätte der Olympischen Sommerspiele 1964, unmittelbar östlich davon liegt – jenseits der Bezirksgrenze in Kasumigaokamachi – das Nationalstadion. Nebenan steht auch die Tsuda Hall, in der klassische Konzerte gegeben werden. Sie gehört zur 1900 gegründeten Tsuda Universität. Im Südwesten von 1-chōme liegt der Hato no Mori Hachiman-Jinja, ein über tausend Jahre alter Schrein.
Weiter südlich liegt Sendagaya 2-chōme, das im Süden an den Stadtteil Jingū-mae (Harajuku) grenzt. Westlich von Sendagaya 1 und 2 erstreckt sich zwischen dem Meiji-dōri und der Yamanote-Linie Sendagaya 3-chōme, wo vermehrt Bekleidungsgeschäfte liegen. Zwischen den Yamanote- und Chūō-Linien, die am Bahnhof Yoyogi zusammentreffen, stehen in Sendagaya 4-chōme einige größere Bürogebäude. Dort befinden sich unter anderem die Zentrale der Kommunistischen Partei Japans und das Kokuritsu Nōrakudō, das „nationale Nō-Theater“. Nördlich der Chūō-Linie liegt Sendagaya 5-chōme, das im Norden bis an den Bahnhof Shinjuku und den Shinjuku Expressway Bus Terminal heranreicht. Hier stehen mit dem NTT Docomo Yoyogi Building und dem Takashimaya Times Square markante Hochhäuser. Sendagaya 6-chōme schließlich umfasst den Südwestteil des Shinjuku Gyoen.

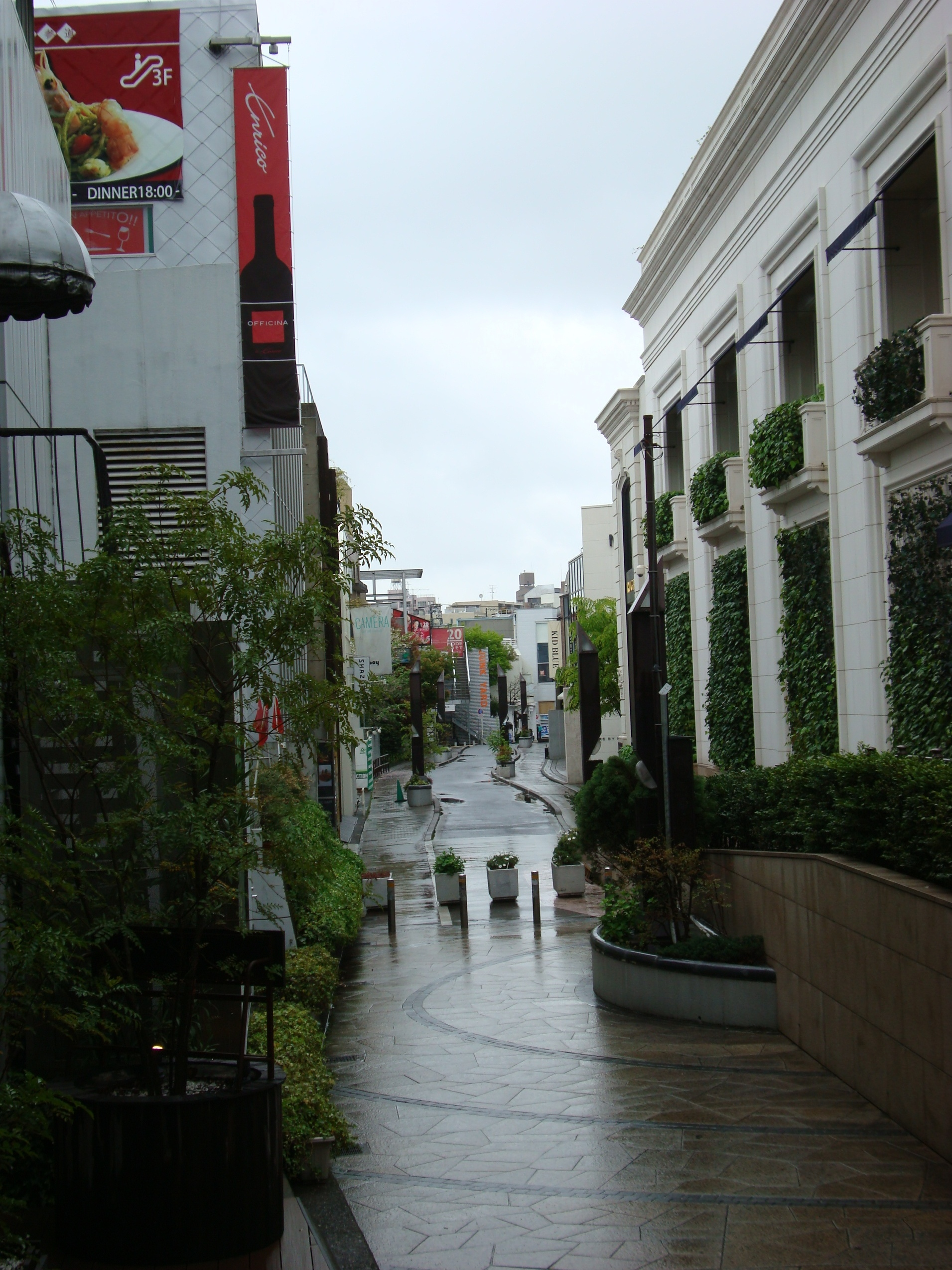
Über dem Südteil des Ondengawa verläuft in Jingū-mae/Harajuku heute ein Fußgängerweg, die sogenannte Cat Street (キャットストリート).

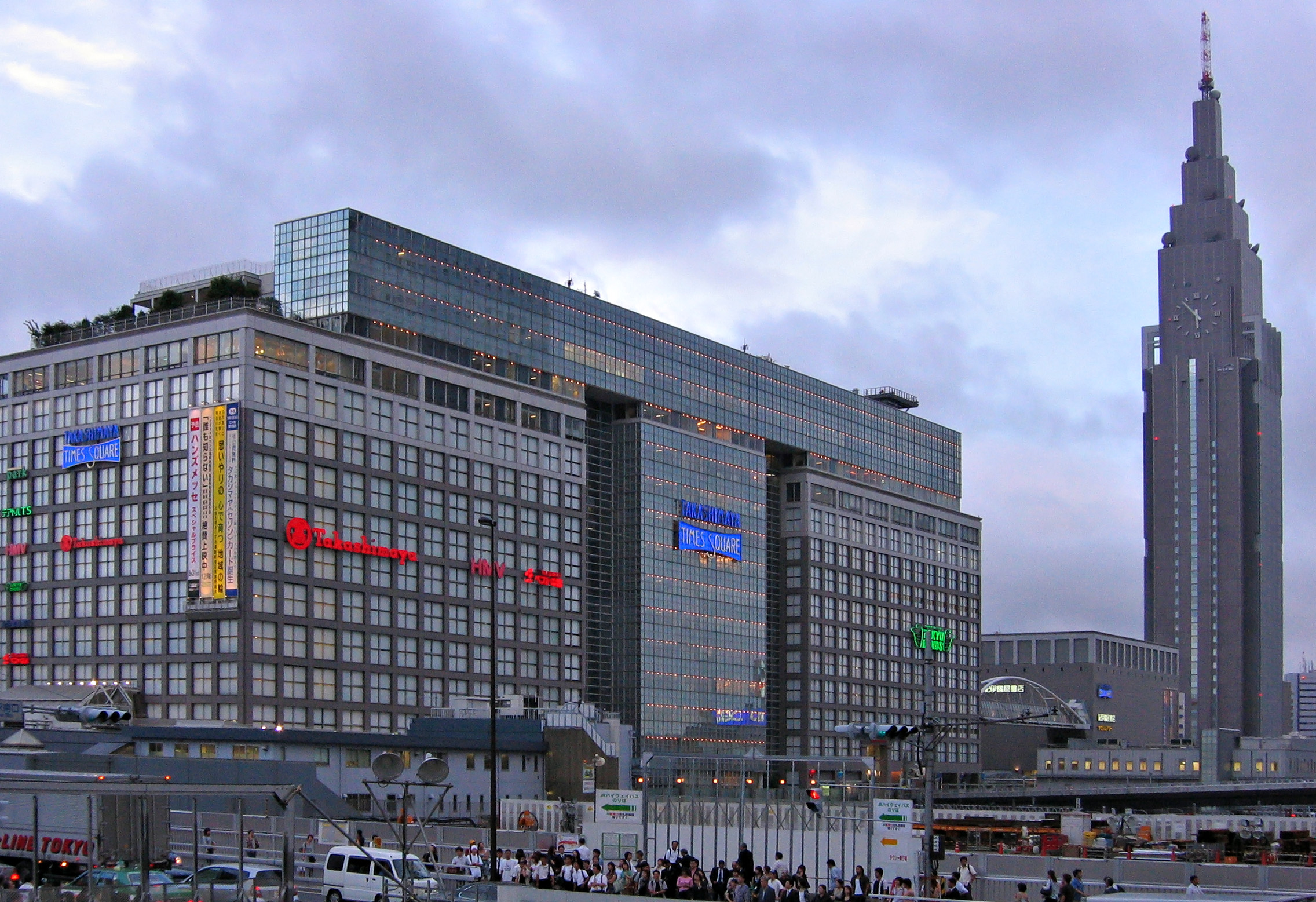
Takashima Times Square und NTT Docomo Yoyogi Building.

Der Onden-gawa (穏田川), der Oberlauf des seit 1964 kanalisierten Shibuya-gawa, entsprang im heutigen Shinjuku Gyoen und durchfloss den Osten des heutigen Sendagaya von Nord nach Süd. In Sendagaya ist sein Verlauf nicht mehr sichtbar. Allerdings waren seine schilfbewachsenen Ufer im 17. Jahrhundert Namensgeber für das damalige Dorf: Nach dem Shimpen Musashi Fudoki-kō (新編武蔵風土記稿), einer Chronik der Provinz Musashi, wurden dort zu einer Zeit um 1624 täglich „tausend [auf Packpferde geladene] Bündel“ (千駄, senda, ein idiomatischer Ausdruck für „sehr viel“) von Schilfgras (萱, kaya) gemäht. Das Dorf erhielt demnach den Namen Sendagaya, 千駄萱, „tausend Bündel Schilf“, woraus einige Jahrzehnte später die heutige Schreibung Sendagaya, 千駄ヶ谷, also etwa „Tal der tausend Pferdeladungen“ geworden sein soll.

## Geschichte
Als moderne Gemeinde entstand Sendagaya 1889 durch den Zusammenschluss der Dörfer Sendagaya, Harajuku und Onden zum Dorf Sendagaya (千駄ヶ谷村, -mura) im Landkreis Süd-Toshima (später: Landkreis Toyotama) und umfasste damit auch weite Teile des heutigen Stadtteils Jingū-mae. 1907 wurde Sendagaya zur Stadt (machi) aufgewertet. Nach der Volkszählung 1930 hatte sie rund 41.000 Einwohner. 1932 wurde Sendagaya schließlich in die Stadt Tokio eingemeindet und dort zusammen mit den Städten Yoyohata und Shibuya zum Bezirk Shibuya zusammengefasst. Die heutige Stadtteileinteilung entstand in den 1960er Jahren.

## Wirtschaft und Verkehr

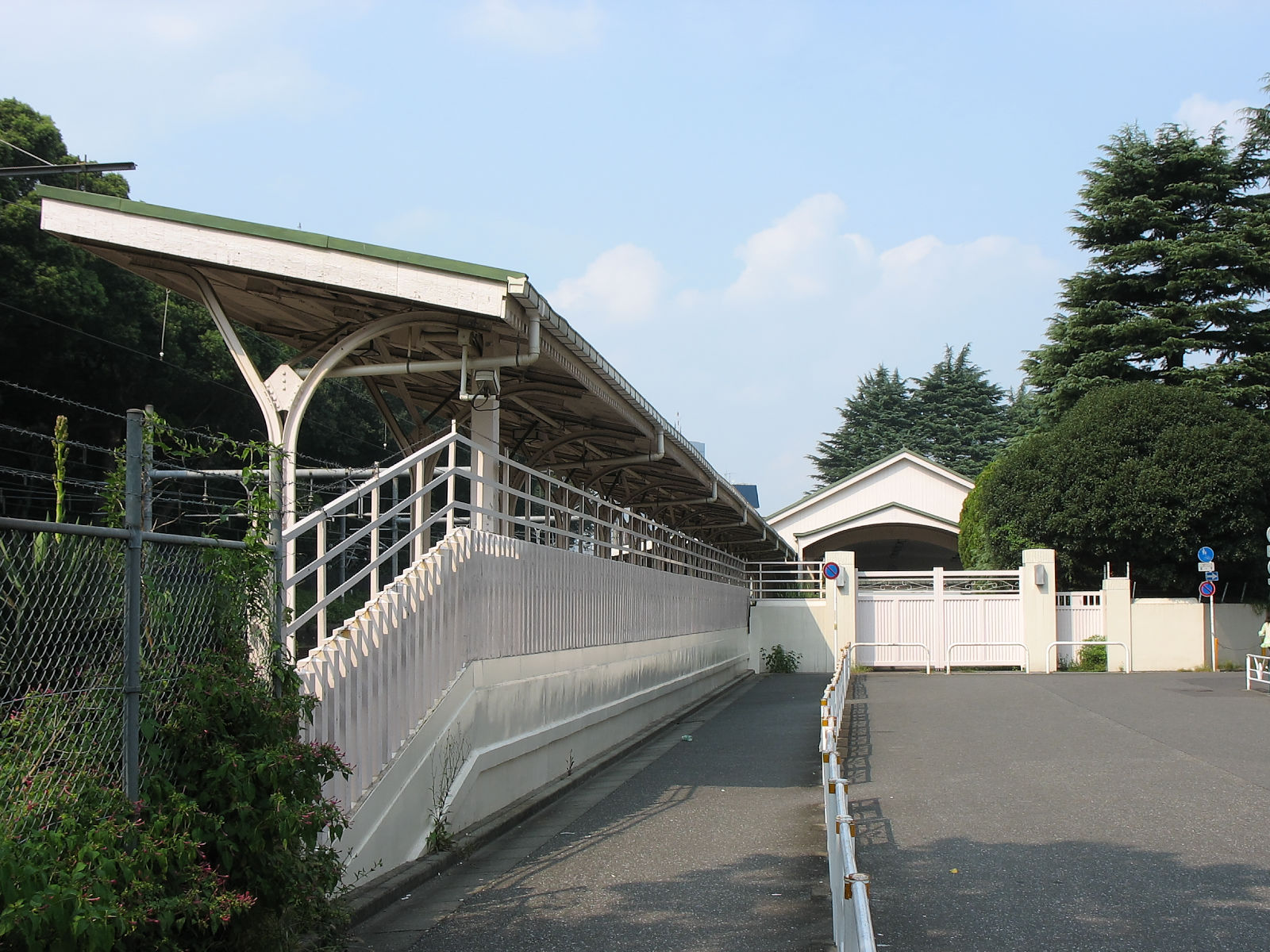
Zufahrt zum kaiserlichen Bahnsteig (kyūtei hōmu).

In Sendagaya befinden sich die Zentralen einiger größerer Unternehmen, darunter zum Beispiel Nippon Seifun, das Bauunternehmen Fujita, der Immobilienkonzern Daikyō und Five Foxes (bekannt durch die Modemarke comme ça du mode).
Im Norden verlaufen neben der Chūō-Linie die Shinjuku-Linie (Nr. 4) der Stadtautobahn Tokio, eine Präfekturstraße, sowie darunter die Ōedo-Linie der präfekturbetriebenen U-Bahn. Hauptstraßen in Nord-Süd-Richtung sind der Meiji-dōri sowie der Gaien-nishi-dōri, der die Ostgrenze von Sendagaya bildet. Unter dem Meiji-dori verläuft die Fukutoshin-Linie der Tōkyō Metro mit Halt am Bahnhof Kitasandō in Sendagaya 4. Im Nordwesten liegen an der Yamanote-Linie die Bahnhöfe Yoyogi und Shinjuku, der wichtigste Verkehrsknotenpunkt Tokios, im Südwesten liegt der Bahnhof Harajuku, an dem auf der Sendagaya-Seite der Sonderbahnsteig für die Kaiserliche Familie liegt.